# Томпсон, Джеймс Роберт
Джеймс Роберт Томпсон младший (англ. James Robert Thompson Jr.; 8 мая 1936, Чикаго, Иллинойс — 14 августа 2020, там же) — американский юрист и политик, 37-й губернатор Иллинойса (1977—1991), председатель Национальной ассоциации губернаторов (1983—1984).

## Биография
Джеймс Томпсон родился 8 мая 1936 года в Чикаго (штат Иллинойс) в семье медика Роберта Томпсона (Robert Thompson) и Агнес Суонсон (Agnes Swanson). Их семья жила в районе Гарфилд-Парка. Джеймс посещал Morse Elementary School, а затем частную школу North Park Academy. После окончания школы он начал обучение в Иллинойсском университете в Чикаго, но затем перевёлся в Университет Вашингтона в Сент-Луисе (штат Миссури). После этого Томпсон вернулся в Иллинойс, где учился в школе права Северо-Западного университета, которую окончил в 1959 году.
В 1959—1964 годах Томпсон работал прокурором в округе Кук (в отделении, подчинявшемся генеральному прокурору Иллинойса). В 1964—1969 годах он работал ассоциированным профессором в школе права Северо-Западного университета. Помимо преподавания, он участвовал в создании четырёх учебников по уголовному праву. В 1969 году Томпсон стал руководителем Иллинойсского департамента по охране правопорядка (англ. Illinois Department of Law Enforcement), а в ноябре 1971 года президент США Ричард Никсон назначил его федеральным прокурором северного судебного округа Иллинойса.
В 1976 году Джеймс Томпсон женился на Джейн Карр (Jayne Carr) — своей бывшей студентке, которая к тому времени работала ассистентом генерального прокурора Иллинойса. В 1978 году у них родилась дочь Саманта.
В 1976 году Томпсон был кандидатом от республиканской партии на выборах губернатора Иллинойса, на которых его соперником был представитель демократической партии Майкл Хаулетт. Томпсон победил, набрав 64,68 % голосов. Вступив в должность губернатора штата 10 января 1977 года, после этого он трижды (в 1978, 1982 и 1986 годах) переизбирался на этот пост, проработав губернатором Иллинойса 14 лет (до января 1991 года) и став рекордсменом по длительности пребывания на этом посту. На  выборах 1978 года Томпсон опередил демократа Майкла Бакалиса, а на выборах 1982 и 1986 годов — Эдлая Стивенсона 3-го, который в 1970—1981 годах был сенатором США от Иллинойса. За его высокий рост, который составлял около 198 см, его прозвали «Большим Джимом» (англ. Big Jim). В 1983—1984 он был председателем Национальной ассоциации губернаторов. В губернаторских выборах 1990 года Томпсон не участвовал, заранее объявив, что он уходит в отставку с поста губернатора по истечении текущего срока своих полномочий.
С 1991 года Томпсон работал в чикагской юридической компании Winston & Strawn, в 1993—2006 годах был её председателем и главным исполнительным директором (CEO). В 2002—2004 годах он участвовал в работе Национальной комиссии по террористическим атакам против Соединённых Штатов.
Джеймс Томпсон скончался 14 августа 2020 года в Чикаго.